# Avenida Vilarinho
Vilarinho é uma avenida da região de Venda Nova de Belo Horizonte, construída em torno de córrego de mesmo nome e que foi canalizado quando de sua construção. A avenida tem uma estação multimodal de transporte que leva o mesmo nome.

## Histórico
A avenida, com 6,5 quilômetros de extensão, foi construída seguindo o curso do córrego de mesmo nome, que foi canalizado e, em partes, tamponado. O tamponamento abrange cerca de 5 quilômetros e se deu na década de 1970, parcialmente na tentativa de conter inundações que já ocorriam na época.
A avenida e o córrego localizam-se em Venda Nova, distrito de Belo Horizonte, sendo a avenida sua principal via de acesso. A motivação da canalização e tamponamento foi a criação de avenida para viabilizar o acesso à região de Venda Nova, que passou por intenso crescimento até a década de 70. A avenida foi construída com o conceito de "avenida sanitária".
O córrego foi nomeado em homenagem ao primeiro morador da região de que se tem notícia, o português Manoel Gonçalves Vilarinho, e a avenida foi batizada com o mesmo nome.

## Enchentes

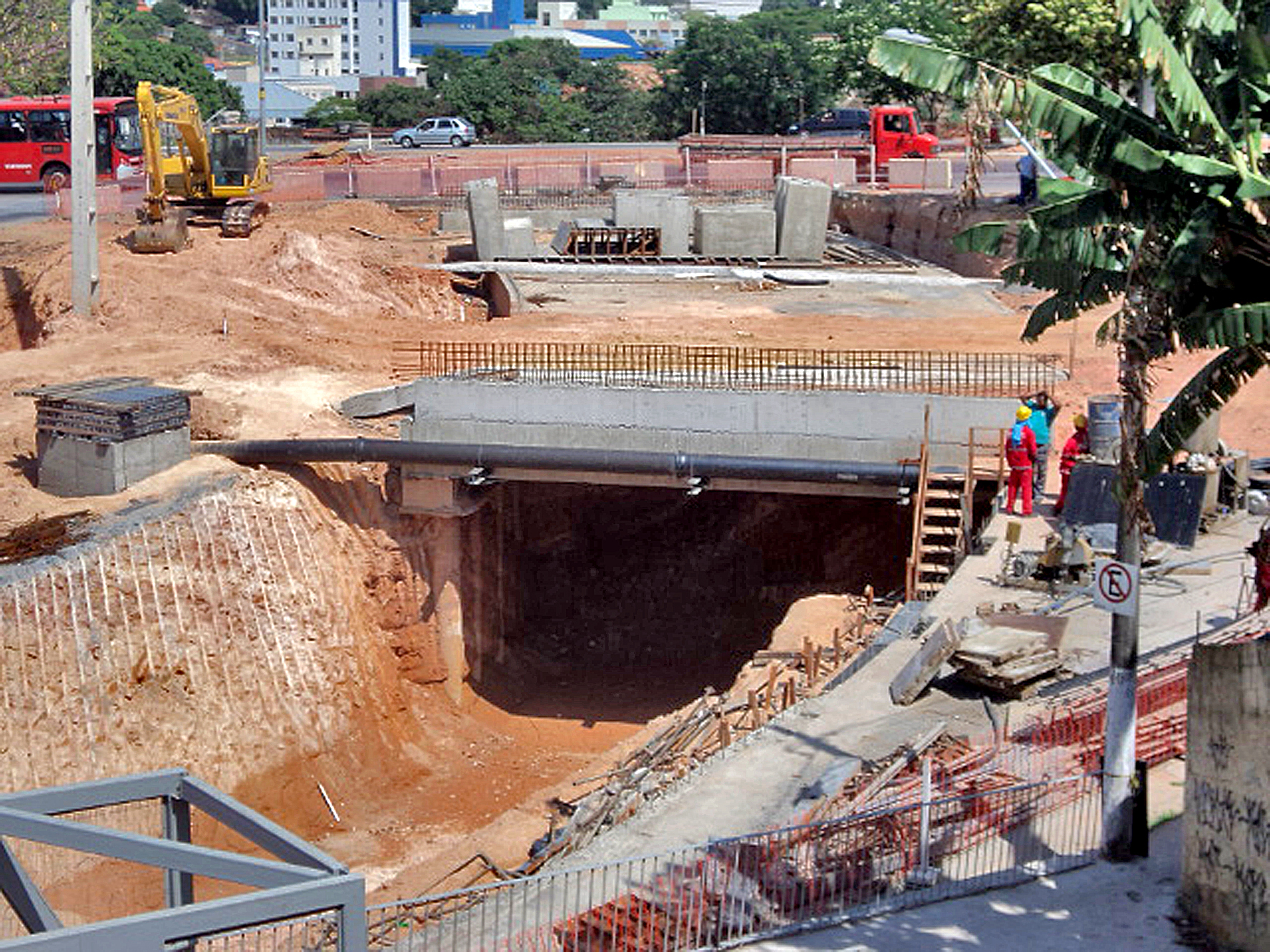
Obras de integração de transporte multimodal no entorno da Estação Vilarinho, na avenida de mesmo nome.

A avenida sofre com enchentes constantes nas épocas de chuva, tendo mancha de inundação que atinge 150 metros de distância do eixo do córrego. O fato se deve à combinação de impermeabilização do solo do entorno, ao açoreamento dos córregos, à má disposição de resíduos sólidos e ao aumento de intensidade das chuvas decorrente das mudanças climáticas recentes. Além da impermeabilização da região e canalização do córrego Vilarinho, todas as nascentes da bacia do Vilarinho, que em 1994 estavam preservadas e correndo pelo menos parcialmente em leito natural e vegetadas, no ano de 2001 já se encontravam em grande parte canalizadas ou extintas.
Para conter as inundações, a Prefeitura de Belo Horizonte executa continuamente obras de mitigação das enchentes, como bacias de contenção, com resultados pouco efetivos.

### Reservatórios
Em 2018, após diversas mortes decorrentes de enchentes na avenida, a prefeitura apresentou projeto para a construção de três reservatórios, dois dos quais situados ao longo da avenida Vilarinho, para armazenamento temporário de águas pluviais em momentos de chuva intensa, mitigando assim o problema de enchentes na avenida e região. Os reservatórios teriam capacidade de 115 mil m² cada, e seriam executados a um custo total estimado de R$ 200 milhões. O projeto foi criticado por duas ONGs, o Comitê da Bacia Hidrográfica do Rio das Velhas (através do Subcomitê da Bacia Hidrográfica do Ribeirão do Onça) e Instituto Guaicuy SOS Rio das Velhas, além do coletivo Eu, Vilarinho. As críticas, apresentadas com estudos elaborados por técnicos da Universidade Federal de Minas Gerais, giram em torno dos custos das obras e de sua efetividade limitada, além do risco de transpor o problema das enchentes para jusante, na bacia do Ribeirão Isidoro. Apesar das críticas, as obras foram iniciadas, com previsão de conclusão até 2024.

### Formas alternativas de controle de escoamento
Paralelamente às obras de engenharia, a cidade implementa jardins de chuva na região para trabalhar com o controle de drenagem na fonte. A solução é entendida como coadjuvante para a redução dos efeitos da impermeabilização do solo em área urbana, e está sendo desenvolvida como projeto-piloto com o apoio do ICLEI, com previsão de implantação de 60 jardins de chuva na bacia do Nado, afluente do Vilarinho.
Em 2016, a bacia do Vilarinho passou pelo experimento de implantação de wetland como solução de drenagem. A efetividade do processo foi inconclusiva por descontinuidade do estudo.

## Mobilidade urbana

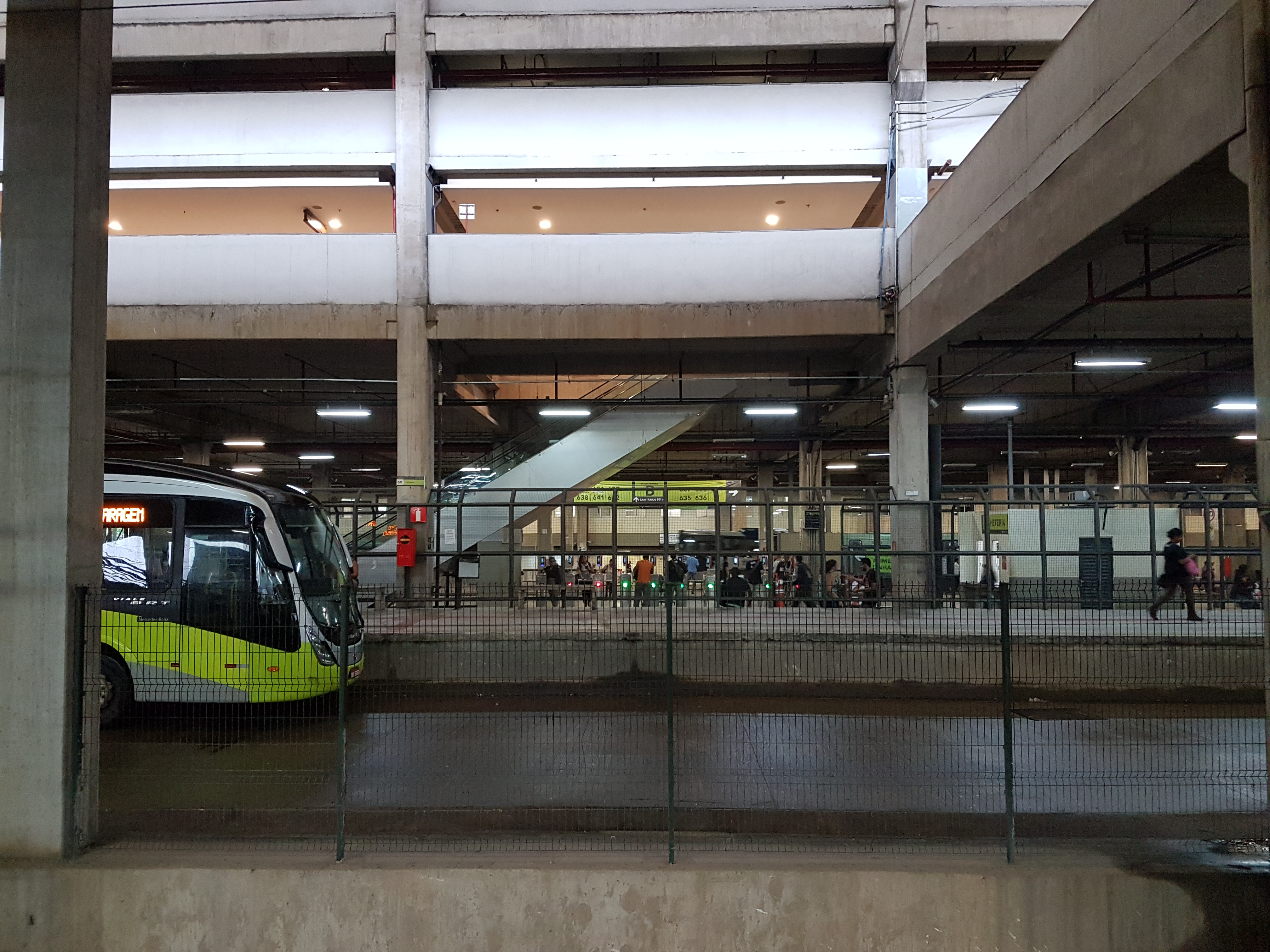
Estação Vilarinho, estação de integração multimodal ônibus/BRT/metrô, integrada a centro de compras.

A Estação Vilarinho, localizada na avenida, é o ponto final da Linha 1 do Metrô de Belo Horizonte (MetroBH). Em 2012, foi inaugurado um shopping construído sobre a estação e que funciona de forma integrada a ela. A integração entre a estação, o sistema viário e o incentivo de usos mistos no entorno segue a lógica do Desenvolvimento orientado ao transporte coletivo, e é objeto de estudos em cooperação internacional que envolve o Ministério do Desenvolvimento Regional e o Banco Interamericano de Desenvolvimento, sendo coordenado pelo grupo canadense IBI Group.